# Mototechna
Mototechna působila od začátku 50. let 20. století jako československý státní podnik (celý název Mototechna, národní podnik), který se zabýval především maloobchodním prodejem osobních automobilů, motocyklů a prodejem a distribucí náhradních dílů. V roce 1992 došlo k neúspěšné privatizaci Mototechny a slovo Mototechna se objevilo v názvech mnoha soukromých firem. V září 2012 značku Mototechna – ochrannou známku a práva na značku, koupila společnost AAA auto, která se zabývá prodejem nových i ojetých vozidel, nabídkou služeb autoservisu a prodejem autodoplňků.

## Nabídka vozů v Mototechně
Společnost Národní podnik Mototechna byla založena po komunistickém převratu v roce 1949 a do své nabídky hned uvedla vozy Tatra 57B, Tatra 87, Škoda 1101 Tudor, Aero Minor.

### 50. léta
Pokud měli protekci, v 50. letech 20. století si zájemci o vůz mohli v Mototechně zakoupit Škodu 1101, Škodu 1200, Škodu Spartak a Škodu 445, ale také Tatru 600 Tatraplan, GAZ M20 Pobědu, Moskviče 407 nebo Simcu 1300, Wartburg 311/312 či Trabant.

### 60. léta
Ačkoliv poptávka po vozech v Československu převyšovala nabídku, Mototechna měla již v 60. letech jednu z nejširších nabídek vozů ve východní Evropě. V 60. letech dorazily do nabídky Mototechny nové modely automobilky Škoda – Octavia, Octavia Super a první Felicia. Vedle těchto vozů se v prodejnách Mototechny objevily také Škoda 1000 MB, Škoda 1000MBX, Škoda 1202, Škoda 100, Škoda 110L, ale i modely automobilek Simca, Volha, Moskvič, Trabant nebo Renault a Ford.

### 70. a 80. léta
V 70. a 80. letech se v pobočkách Mototechny se již více rozšířily nabídky vozů zahraniční výroby. K dostání tak byly například vozy značky Fiat (125 P, 126 P, 127, 128, 500 F, 850), Renault (6 TL, 15 TL, 16), Ford (Cortina 1300), Toyota (Corona 1500 L) či Saab (96). I nadále však s počtem modelů v nabídce vedla automobilka Škoda s vozy 105, 110 R, 105 S, 105 L, 120, 120 GLS, 120 L, 120 LS, 120 S a od roku 1988 také nově Favorit. K dostání byly ovšem i vozy značek Trabant, Wartburg, Lada, Moskvič nebo Volha.

### Mototechna dnes
Značka Mototechna i její pobočky v současné době[kdy?] procházejí modernizací. Mototechna se orientuje především na prodej zánovních vozů, zákazníkům ale nabízí také řadu příbuzných služeb, jako je financování vozů na splátky, pojištění vozů, asistenční služby nebo autorizovaný servis vozů Škoda. Od září 2012 značku Mototechna vlastní a provozuje společnost AAA auto (od 1. března 2018 nese AAA Auto International, a.s. název AURES Holdings, a.s.).

#### Mototechna Group
Název Mototechna Group společnost nese od 4. září 2012 a AAA Auto je vlastníkem od 16. února 2007. Na Slovensku působí organizační složka od 13. února 2013.
Výběr z historie obchodní firmy Mototechna Group (vznik – název, popis):
- 15. srpna 2000 – KAPITÁL LEAS a.s.
- 27. listopadu 2000 – KAPITÁL AUTOMOTIVE a.s.
  - Dne 16. února 2007 se jediným akcionářem stala společnost AAA Auto Group N.V. se sídlem v Amsterdamu v Nizozemsku
- 14. dubna 2011 – INEX Broker a.s..
- 4. září 2012 – Mototechna Group a.s.
  - Dne 1. srpna 2013 proběhla fúze s obchodní korporací CarWay Group s.r.o. podle § 777 odst. 5 zákona č. 90/2012 Sb., o obchodních společnostech a družstvech.
- 12. listopadu 2013 – Mototechna Group k.s., společnost změnila právní formu z akciové společnosti na komanditní podle Projektu změny právní formy vyhotoveného 31. srpna 2013
- 1. července 2015 – Mototechna Group a.s., společnost změnila právní formu z komanditní společnosti na akciovou podle Projektu změny právní formy vyhotoveného 31. března 2015
- 1. ledna 2016 – Mototechna Group s.r.o., společnost změnila právní formu z akciové společnosti na společnost s ručením omezeným podle Projektu změny právní formy vyhotoveného 30. června 2015